# Suzu
Suzu (japanska: 珠洲市?, Suzu-shi) är en stad i Ishikawa prefektur i Japan. Staden fick stadsrättigheter 1954. 
Suzu ligger längst ut på Notohalvön.